# Sérigné
Sérigné és un municipi francès situat al departament de Vendée i a la regió de País del Loira. L'any 2007 tenia 1.000 habitants.

## Demografia

### Població
El 2007 la població de fet de Sérigné era de 1.000 persones. Hi havia 397 famílies de les quals 91 eren unipersonals (28 homes vivint sols i 63 dones vivint soles), 139 parelles sense fills, 151 parelles amb fills i 16 famílies monoparentals amb fills.
La població ha evolucionat segons el següent gràfic:
Habitants censats

### Habitatges
El 2007 hi havia 448 habitatges, 400 eren l'habitatge principal de la família, 28 eren segones residències i 20 estaven desocupats. 440 eren cases i 4 eren apartaments. Dels 400 habitatges principals, 332 estaven ocupats pels seus propietaris, 66 estaven llogats i ocupats pels llogaters i 2 estaven cedits a títol gratuït; 1 tenia una cambra, 12 en tenien dues, 41 en tenien tres, 94 en tenien quatre i 253 en tenien cinc o més. 346 habitatges disposaven pel capbaix d'una plaça de pàrquing. A 144 habitatges hi havia un automòbil i a 235 n'hi havia dos o més.

### Piràmide de població
La piràmide de població per edats i sexe el 2009 era:
| Homes | Edats   | Dones |
| ----- | ------- | ----- |
| 0     | 95 o +  | 0     |
| 0     | 90 a 94 | 0     |
| 8     | 85 a 89 | 12    |
| 4     | 80 a 84 | 0     |
| 16    | 75 a 79 | 20    |
| 20    | 70 a 74 | 20    |
| 20    | 65 a 69 | 12    |
| 32    | 60 a 64 | 28    |
| 4     | 55 a 59 | 24    |
| 52    | 50 a 54 | 36    |
| 28    | 45 a 49 | 36    |
| 32    | 40 a 44 | 36    |
| 40    | 35 a 39 | 28    |
| 48    | 30 a 34 | 44    |
| 20    | 25 a 29 | 32    |
| 20    | 20 a 24 | 20    |
| 44    | 15 a 19 | 28    |
| 36    | 10 a 14 | 24    |
| 36    | 5 a 9   | 12    |
| 28    | 0 a 4   | 36    |

## Economia
El 2007 la població en edat de treballar era de 625 persones, 482 eren actives i 143 eren inactives. De les 482 persones actives 453 estaven ocupades (246 homes i 207 dones) i 29 estaven aturades (11 homes i 18 dones). De les 143 persones inactives 61 estaven jubilades, 45 estaven estudiant i 37 estaven classificades com a «altres inactius».

### Ingressos
El 2009 a Sérigné hi havia 397 unitats fiscals que integraven 1.016 persones, la mediana anual d'ingressos fiscals per persona era de 16.437 €.

### Activitats econòmiques
Dels 17 establiments que hi havia el 2007, 2 eren d'empreses de fabricació d'altres productes industrials, 5 d'empreses de construcció, 3 d'empreses de comerç i reparació d'automòbils, 1 d'una empresa de transport, 2 d'empreses d'hostatgeria i restauració, 3 d'empreses de serveis i 1 d'una empresa classificada com a «altres activitats de serveis».
Dels 6 establiments de servei als particulars que hi havia el 2009, 3 eren fusteries, 1 lampisteria, 1 electricista i 1 perruqueria.
L'únic establiment comercial que hi havia el 2009 era una botiga de més de 120 m².
L'any 2000 a Sérigné hi havia 30 explotacions agrícoles que ocupaven un total de 1.494 hectàrees.

## Equipaments sanitaris i escolars
El 2009 hi havia una escola elemental.

## Poblacions més properes
El següent diagrama mostra les poblacions més properes.